# フロンテナック郡
フロンテナック郡（フロンテナックぐん、英：Frontenac County）は、カナダのオンタリオ州東部に位置する地方行政区のひとつ。1998年の都市再編と合併により郡としての機能は廃止され、行政は非常に限られたものとなった。議会の本部はキングストン市に置かれており、オフィスは市内のグレンバーニー（Glenburnie）にある。
国勢調査区分上はキングストンも郡内の一部として含まれるが、議会の行政としては管轄区域外となっている。
南部のサウザンド諸島一帯は先カンブリア時代の楯状地の「カナダ楯状地」のくびれた部分に当たり、アルゴンキン州立公園とアディロンダック山地の2つの生態系をつなぐ陸橋のような地域である。「サウザンド諸島＝フロンテナックアーチ」または「フロンテナックアクシス」と呼ばれる。

## 主な都市
- サウス・フロンテナック （South Frontenac）
- セントラル・フロンテナック （Central Frontenac）
- ノース・フロンテナック （North Frontenac）
- フロンテナック・アイランズ （Frontenac Islands）